# Hiromitsu Horiike
Hiromitsu Horiike (堀池 洋充 Horiike Hiromitsu?), född 24 maj 1971 i Shizuoka prefektur, är en japansk före detta fotbollsspelare.
Horiike började sin karriär 1994 i Tokyo Gas (FC Tokyo). Han avslutade karriären 2000.